# 愛銀ディーシーカード
株式会社愛銀ディーシーカード（あいぎんディーシーカード、英:Aigin DC Card Co., Ltd.）は、 愛知県名古屋市中村区名駅に本社を置く、クレジットカード会社。あいち銀行の系列会社であり、ディーシーカードのフランチャイジーである。同行の顧客基盤を基に主に愛知県内でディーシーカードの発行、金銭貸付、集金代行を業務とする。

## 沿革
- 1983年（昭和58年）2月14日 - 中銀ダイヤモンドクレジット株式会社（ちゅうぎんダイヤモンドクレジット）として設立[1]。
- 1989年（平成元年）2月 - 株式会社愛銀ディーシーカードに商号を変更[1]。
- 2014年（平成26年）5月19日 - 本社を名古屋市中区の愛知銀行本店ビル別館3階から現在地に移転する[3]。
- 2024年（令和6年）12月27日 - この日をもってカードの新規発行を終了することとなった[4]。

## 関連会社
- あいち銀行
- 三菱UFJニコス